# Visan om Pauline Brunius

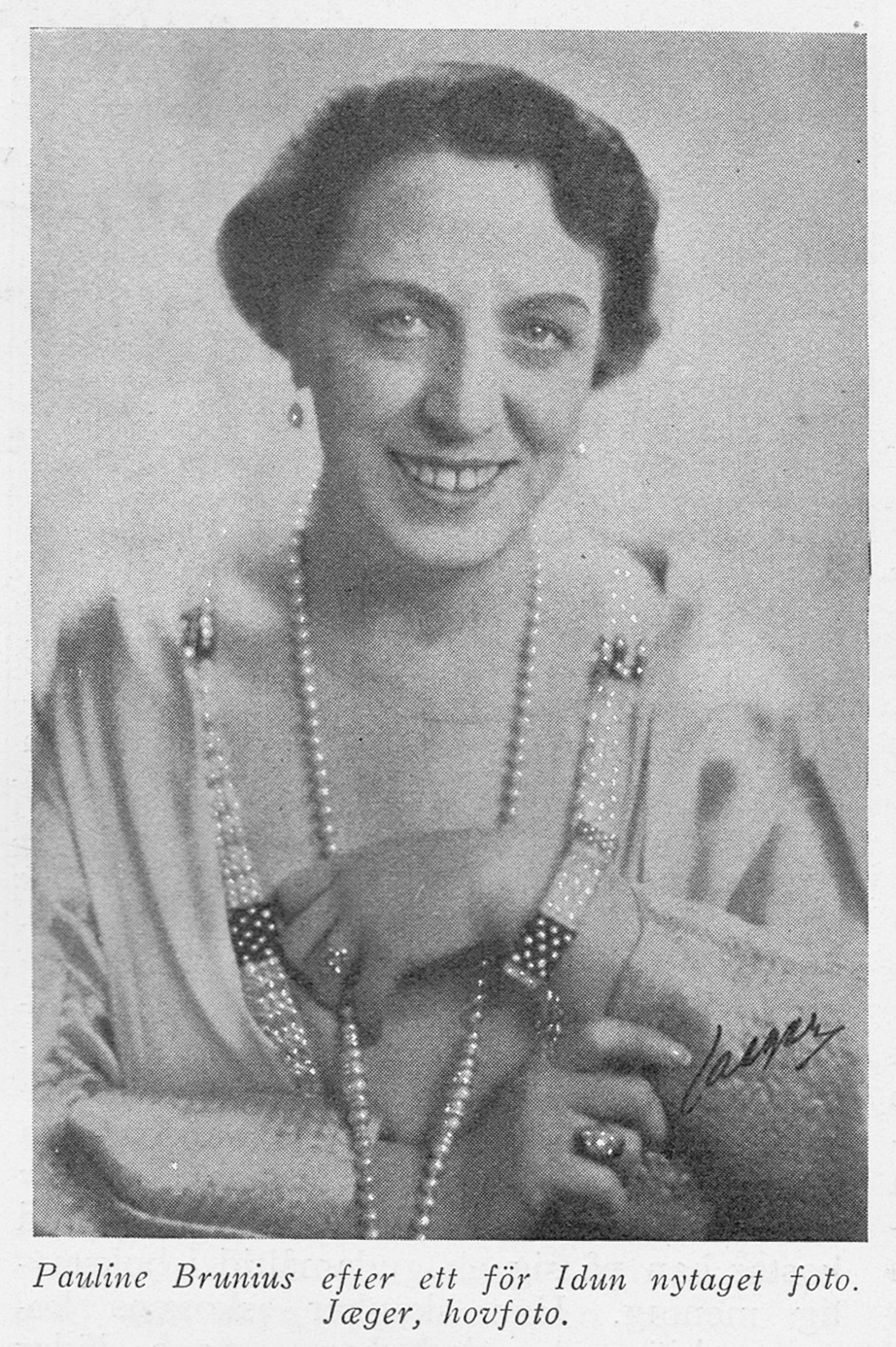
Pauline Brunius, som Karl Gerhard omsjöng i visan.

"Visan om Pauline Brunius" är en visa från 1938 av Karl Gerhard baserad på melodin "The Lambeth Walk" av Noel Gay från 1937.
Karl Gerhard skrev visan när Pauline Brunius blev chef för dramatiska teatern. Han sjöng den första gången i revyn Höstmanöver på Folkan 1938. Gerhard hade klätt sig i drag för att likna Brunius och var iförd en likadan klänning som hon bar där hon satt i publiken.
En inspelning gavs ut på singel 1954.